# Кальма, Ален
Але́н Кальма́ (фр. Alain Calmat (Calmanovich); 31 августа 1940, Париж) — французский фигурист, врач, политик. Полное его имя — Ален Кальманович. Чемпион мира 1965 года, трёхкратный чемпион Европы и многократный чемпион Франции. Он является Кавалером (1967) и Офицером (1984) Ордена Почетного Легиона, Командором Национального Ордена за Заслуги (1976).

## Спортивная карьера
Начал кататься с 9 лет. В 12 начал тренироваться у известного тренера Жаклин Водекран, вместе со «старшим товарищем» — Аленом Жилетти. Был пятикратным чемпионом Франции (1958, 1962, 1963, 1964, 1965).
В 1960 получает первую медаль чемпионата Европы. Советским зрителям запомнился на чемпионате Европы 1965 в Москве, рискнул исполнить три тройных прыжка в произвольной программе на музыку Ж.Массне, в том числе тройной риттбергер, однако при исполнении двух из них — упал. На чемпионате мира 1965 заменил тройные прыжки (в том числе тройной риттбергер) на двойные, однако абсолютно чистое исполнение позволило выиграть и получить оценки вплоть до 6,0 за артистизм.
Кальма, как представитель французской школы, отличался интересным оригинальным стилем, творческим подходом, уделял много внимания «элементам между элементами», тем не менее пытался включить в программу сложнейший на то время набор прыжков (три тройных). В начале карьеры всегда немного отставал в обязательных фигурах.

## Профессиональная карьера
После чемпионата мира закончил выступления, посвятил себя медицине, открыл свою клинику в Париже (хирургия). В 1967 году принимал участие в первой во Франции операции по пересадке сердца. Председатель медицинской комиссии НОК Франции.
В 1968 году на церемонии открытия Олимпиады в Гренобле зажигал олимпийский огонь.

### Судейство
Стал судьей ИСУ, выступал за повышение профессионализма судей, старался иметь своё (в большинстве случаев вполне обоснованное) мнение, поощряя новаторство фигуристов.(напр. на чемпионате Европы 1983 единственный выставил В.Котину оценку 5,8), отличался эмоциональным, экспрессивным поведением (вплоть до того, что вскакивал из-за судейского места, размахивал руками, будучи несогласным с мнением остальных арбитров).

### Политическая деятельность
Затем, в 1984—1986 был министром по делам молодежи и спорта Франции в правительстве Лорана Фабиуса. В 1986—1993 годах и с 1997 года по 2002 депутат Национального собрания. С 1995 по 2014 год — мэр города Ливри-Гарган.
Приезжал в СССР по приглашению Спорткомитета СССР (1985)

## Спортивные достижения
| Соревнования            | 1954 | 1955 | 1956 | 1957 | 1958 | 1959 | 1960 | 1961 | 1962 | 1963 | 1964 | 1965 |
| ----------------------- | ---- | ---- | ---- | ---- | ---- | ---- | ---- | ---- | ---- | ---- | ---- | ---- |
| Зимние Олимпийские игры |      |      | 9    |      |      |      | 6    |      |      |      | 2    |      |
| Чемпионаты мира         | 11   | 9    | 7    | 9    | 5    | 7    | 3    | *    | 3    | 2    | 2    | 1    |
| Чемпионаты Европы       | 5    | 5    | 4    | 4    | 3    | 4    | 4    | 2    | 1    | 1    | 1    | 2    |
| Чемпионаты Франции      | 2    | 2    | 2    | 2    | 1    | 2    | 2    | 2    | 1    | 1    | 1    | 1    |

* чемпионат был отменён из-за авиакатастрофы 15 февраля 1961 года.